# Erblastentilgungsfonds
Der deutsche Erblastentilgungsfonds führte 1995, als Sondervermögen des Bundes, die Schulden der Treuhandanstalt und des Kreditabwicklungsfonds sowie Teile der alten Schulden der kommunalen Wohnungswirtschaft zusammen (siehe auch Kosten der deutschen Einheit). Er wurde zum 31. Dezember 2015 aufgelöst.

## Einrichtung
Der Fonds wurde zum 1. Januar 1995 mit einem Anfangsschuldenstand von 336 Milliarden DM (umgerechnet 171,79 Mrd. Euro) errichtet und durch den Bund verzinst und getilgt. Die Einrichtung erfolgte im Rahmen des Solidarpaktes.

## Tilgung und Weiterführung
Überschüsse der Bundesbank, die oberhalb von 3,5 Mrd. Euro liegen, flossen laut § 6 des Gesetzes über die Errichtung eines Erblastentilgungsfonds (ELFG) direkt in den Fonds. Durch die UMTS-Erlöse wurden 50,8 Milliarden Euro getilgt.
Mit der Charakterisierung „Erblast“ sollte unter anderem zum Ausdruck gebracht werden, dass hier eine besondere Last abgetragen werden muss, die nicht durch die Politik der Bundesregierung verursacht wurde, sondern durch vierzigjährige Tätigkeit der DDR. Durch die Tilgung alter Fondsanteile bei gleichzeitigem Ersatz durch neue Schuldpapiere hatte der Erblastentilgungsfonds diesen Anspruch verloren, der Name blieb aber trotzdem erhalten. Daher stimmte es im buchhalterischen Sinne, als Bundeskanzlerin Merkel 2009 behauptete, der Erblastentilgungsfonds sei getilgt, während im finanzpolitischen Sinne noch 100 Milliarden abzubezahlen waren.
„Zum Jahresende 2010 betrugen die Verbindlichkeiten des Sondervermögens noch 52,6 Mio. Euro. Dem standen Forderungen von 35,6 Mio. Euro gegenüber.“
Zum 31. Dezember 2015 wurde das Sondervermögen Erblastentilgungsfonds aufgelöst. Der Bund trat in die Rechte und Pflichten des Fonds ein. Die Umfinanzierung wurde durch das bereits am 1. Juli 1999 in Kraft getretene „Schuldeneingliederungsgesetz“ ermöglicht, das auch die beiden „Nebentöpfe“ Bundeseisenbahnvermögen und den Steinkohlefonds betrifft.